# Kingabwa
Kingabwa est un quartier du nord de la commune de Limete à Kinshasa en République démocratique du Congo. Dans ce quartier se trouve plusieurs usines de renommée nationale et internationale comme: les firmes pharmaceutiques (Zenufa,caisa pharma,new cesamex et bien d'autres. Les usines de transformation de bois:ITB,
Il est limité par le fleuve Congo au nord d'où la frontière avec Congo Brazzaville, à L'Est la commune de Masina. Le quartier le plus chic et luxueux de kingabwa est la cité du fleuve dont plusieurs stars ont récemment acheté des appartements comme Fally Ipupa,Innos B et bien d'autres
Kingabwa est subdivisé en quartiers tels que : Yaoundé,Sans fil, Maman nzenze, Nzadi,Leza,...il ya des routes ou avenues les plus connues de kingabwa : Avenue Lumumba,Kulumba,rond point TP,Iveco, point chaud,Koweït,mini congo,Uzam
Les marchés les plus connus de kingabwa sont: wenze ya Lola, Uzam,wenze ya mbila,wenze ya Kulumba,,,
Le stade le plus populaire et nostalgique de kingabwa se nomme : terrain waya waya récemment reconstruit.
Les plus grandes et célèbres écoles de kingabwa sont:Ep Kingabwa, collège saint François de salle,Institut saint Kizito, institut Madrandele,complexe scolaire Monano,,,
Il y a trois grandes églises catholiques : saint Kizito,saint Gonza et saint kiwanuka ainsi que plusieurs églises de réveil.
La rivière emblématique de ce quartier s'appelle : Ngwele.
sur les rives de cette rivière se cultive les champs de riz ainsi que plusieurs plantes notamment des légumes